# Medasina plumosa
Medasina plumosa là một loài bướm đêm trong họ Geometridae.